# Per Andersberg
Per Andersberg född 23 april 1960, död 28 juli 2016, var en svensk dirigent och gitarrist.
Per Andersberg utbildades i gitarrspel vid musikhögskolorna i Ingesund och Wien, och studerade sedan dirigering vid Kungliga Musikhögskolan i Stockholm, Sibelius-Akademin i Helsingfors, samt i Wien och vid Peter den Stores Akademi i S:t Petersburg. Bland hans lärare kan nämnas Otmar Suitner, Jorma Panula, Ilya Musin och Alexander Polischuck. Andersberg har deltagit i ett flertal mästarklasser såväl i Sverige som i bland annat Tjeckien och Ryssland.
Sedan 1993 var Andersberg verksam som frilansande dirigent, 1994 representerade han Sverige vid Nordisk dirigenttävling, och utsågs 1997 till Bäste europeiske dirigent vid Peter den Stores Akademi i S:t Petersburg.
Sedan 1996 undervisade han i orkesterdirigering vid Kungl. Musikhögskolan i Stockholm. 1997 mottog han Musikhögskolans Studentkårs elevpris "G-klaven". Han var även verksam som dirigent och konstnärlig ledare för Nyköpings Filharmoniska sällskap, Uppsala Kammarstråkar och Stockholms Mozart-orkester.
2015 tilldelades Andersberg av H M Konungen Sveriges Orkesterförbunds förtjänstmedalj i guld.